# カラピタ駅

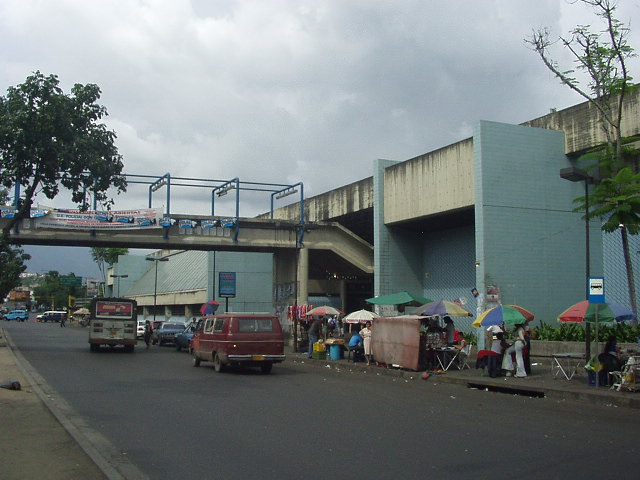
駅舎 (2004年6月)

カラピタ駅（カラピタえき、Estación Carapita）は、ベネズエラのカラカスにあるカラカス地下鉄2号線の地下鉄駅である。首都地区リベルタドル市アンティマノ区にある。

## 駅の構造
改札と切符売り場が地上1階、相対式2面2線のホームが地下2階にある。出口は北西側に1か所。

## 駅の周辺
北西の出口はインテルコムナル・デ・アンティマノ通りに面している。通りを隔てた側に商店が並び、その奥の山は人民居住区（バリオ）である。
南東にはグアイレ川が流れ、駅から対岸に渡る道はない。線路に沿ってフランシスコファハルド自動車 が走り、住宅地が広がる。

## 歴史
- 1987年10月4日 2号線開通とともに開業。[1]

## 隣の駅
ラジャグアラ駅 - カラピタ駅 - アンティマノ駅